# Йосиповка (Александрийский район)
Йосиповка (укр. Йосипівка) — село в Петровской поселковой общине Александрийского района Кировоградской области Украины.
До 2020 года входило в Петровский район
Население по переписи 2001 года составляло 403 человека. Телефонный код — 5237. Код КОАТУУ — 3524983001.